# Narodowy Ruch Republikański
Narodowy Ruch Republikański (fr. Mouvement National Républicain, MNR) – francuska eurosceptyczna i nacjonalistyczna partia polityczna, działająca od 1999.

## Historia
Partia powstała na bazie komitetu wyborczego Front Narodowy-Ruch Narodowy (Front National-Mouvement National), zorganizowanego przez część działaczy Frontu Narodowego, kwestionujących politykę lidera FN, Jean-Marie Le Pena. Wśród organizatorów znalazło się m.in. dwóch eurodeputowanych. Lista FN-MR uzyskała około 3,3% głosów, nie zdobywając żadnych mandatów.
Kongres założycielski Narodowego Ruchu Republikańskiego odbył się 2 października 1999, przewodniczącym partii został Bruno Mégret. Partia nie odnosiła sukcesu w kolejnych wyborach. W 2002 jej lider ubiegał się o urząd prezydenta, uzyskując w pierwszej turze 2,3% głosów. Żaden z kandydatów MNR nie został też wybrany w odbywających się w tym samym roku wyborach parlamentarnych. W tym samym okresie z ugrupowania odeszła też większość radnych.
W 2007 Bruno Mégret został prawomocnie skazany za nielegalne finansowanie swojej prezydenckiej kampanii wyborczej. Kilka miesięcy później zrezygnował z kierowania partią, zapowiadając wycofanie się z działalności politycznej.